# 나는 인터넷 가수다
나는 인터넷 가수다(2022)는 이승빈이 기획한 공연 및 공연실황 영화이다.